# Angol forradalom
Az angol forradalom elnevezés alatt az 1640-től az 1649-ig tartó eseménysorozatot értjük, mely I. Károly és így a monarchia (időleges) megdöntéséhez vezetett. Ugyanakkor a fogalomnak létezik egy whig szemléletű értelmezése is: eszerint az angol forradalom, az úgynevezett dicsőséges forradalom (Glorious Revolution) 1688-ban zajlott le, mikor az angol parlament II. Jakab angol király mellőzésével II. Máriát és férjét Orániai Vilmost ültették trónra. Ezen olvasat szerint Mária és Vilmos megkoronázása a parlament és az uralkodó közti évtizedes ellenséges viszony lezárásaként és a brit alkotmányos monarchia kezdőpontjaként tekintendő.
Kezdetétől, 1640-től  számítja sok történész a történelmi újkort. A marxista történetírás az eseménysort „angol polgári forradalom” néven tartotta nyilván. A kortársak Anglia zavargásait (England's Troubles), egyes mai történészek pedig a három királyság (Skócia, Anglia, Írország) háborúját emlegették az eseménysor kapcsán.